# Samtgemeinde Elbmarsch
La comunità amministrativa di Elbmarsch (Samtgemeinde Elbmarsch) si trova nel circondario di Harburg nella Bassa Sassonia, in Germania.

## Suddivisione
Comprende 3 comuni:
1. Drage
2. Marschacht
3. Tespe

Il capoluogo è Marschacht.